# All I Ever Wanted (album)
All I Ever Wanted är det fjärde studioalbumet av Kelly Clarkson som släpps den 10 mars, 2009, i USA och den 11 mars, 2009, i Sverige. 
Hon har arbetat tillsammans med producenten Ryan Tedder, som även är frontman i bandet OneRepublic.

## Låtlista
| Nr  | Titel                          | Kompositör                                     | Producer(s)             | Längd |
| --- | ------------------------------ | ---------------------------------------------- | ----------------------- | ----- |
| 1.  | My Life Would Suck Without You | Luke Gottwald, Claude Kelly, Max Martin        | Dr. Luke, Martin        | 3:33  |
| 2.  | I Do Not Hook Up               | Katy Perry, Kara DioGuardi, Greg Wells         | Howard Benson           | 3:22  |
| 3.  | Cry                            | Kelly Clarkson, Jason Halbert, Mark Townsend   | Benson                  | 3:34  |
| 4.  | Don't Let Me Stop You          | Andreas Romdhane, Josef Larossi, Kelly         | Benson                  | 3:20  |
| 5.  | All I Ever Wanted              | Sam Watters, Louis Biancaniello, Dameon Aranda | Watters, Biancaniello   | 3:59  |
| 6.  | Already Gone                   | Clarkson, Ryan Tedder                          | Tedder                  | 4:41  |
| 7.  | If I Can't Have You            | Clarkson, Tedder                               | Tedder, Greg Ogan (add) | 3:39  |
| 8.  | Save You                       | Tedder, Aimée Proal                            | Tedder                  | 4:03  |
| 9.  | Whyyawannabringmedown          | Watters, Biancaniello, Aranda                  | Watters, Biancaniello   | 2:42  |
| 10. | Long Shot                      | Perry, Glen Ballard, Matt Thiessen             | Benson                  | 3:36  |
| 11. | Impossible                     | Clarkson, Tedder                               | Tedder                  | 3:23  |
| 12. | Ready                          | Clarkson, Halbert, Aben Eubanks                | Benson                  | 3:05  |
| 13. | I Want You                     | Clarkson, Joakim Åhlund                        | Watters, Biancaniello   | 3:31  |
| 14. | If No One Will Listen          | Keri Noble                                     | Clarkson                | 4:03  |

| 15. | Tip of My Tongue      | Clarkson, Tedder                                                    | Tedder                             | 4:19 |
| 16. | The Day We Fell Apart | Watters, Biancaniello, Dre & Vidal, Harry Zelnick, Alexander Chiger | Dre & Vidal, Biancaniello, Watters | 4:03 |

| 17. | Can We Go Back | Shanna Crooks, Andrew Creighton Dodd, Adam Watts | Benson | 2:52 |

Deluxe Edition DVD
1. Making Of The Video - "My Life Would Suck Without You"
2. Making Of The Album
3. "My Life Would Suck Without You" music video
4. Photo Gallery

## Singlar
- My Life Would Suck Without You (Släpptes 13 januari 2009)
- I Do Not Hook Up (Släpptes 14 april 2009)
- Already Gone (Släpptes 11 augusti 2009)
- All I Ever Wanted (Släpptes 9 mars 2010)